# Sergio Mendoza
Sergio Giovany Mendoza Escobar (* 23. Mai 1981 in El Progreso) ist ein honduranischer Fußballspieler.

## Karriere
Sergio Mendozas Laufbahn begann bei Real España, wo er mit konstanten Leistungen und einem starken Stellungsspiel auf sich aufmerksam machte und 2006 zum Ligakonkurrenten CD Olimpia wechselte, welcher schon immer ein besonderes Gespür für Auswahlspieler bewies. 2009 wurde er wegen Benutzung eines Lippenbalsams mit dem verbotenen Steroid clostebol wegen Verstoßes gegen die Anti-Doping-Bestimmungen von der FIFA für ein Jahr gesperrt. Nach seiner Rückkehr ins Fußballgeschäft spielte er im Trikot von CD Motagua.
Sein Debüt in der Nationalmannschaft gab er am 2. März 2002 beim Länderspiel gegen die USA. Sergio Mendoza stand im honduranischen Kader der Fußball-Weltmeisterschaft 2010 in Südafrika. Beim Aus für Honduras in der Vorrunde, bestritt er die Spiele gegen Chile und Spanien.

## Titel und Erfolge
- Liga Nacional de Fútbol de Honduras: 2005/06 Clausura, 2007/08 Clausura, 2008/09 Clausura